# Lista siturilor arheologice din județul Covasna - P
Lista siturilor arheologice din județul Covasna - P conține toate siturile arheologice din județul Covasna înscrise în Repertoriul Arheologic Național (RAN) și aflate în localități al căror nume începe cu litera P. RAN este administrat de Ministerul Culturii și Patrimoniului Național și cuprinde date științifice, cartografice, topografice, imagini și planuri, precum și orice alte informații privitoare la zonele cu potențial arheologic, studiate sau nu, încă existente sau dispărute.
Puteți căuta un sit din localitățile care încep cu litera P folosind formularul de mai jos sau puteți naviga prin toate siturile din județ la Lista siturilor arheologice din județul Covasna.
| Cod RAN                                  | Denumire | Localitate                     | Adresă             | Datare                               | Descoperit | Coordonate                                    | Imagine           | Erori            |
| ---------------------------------------- | --- | ------------------------------ | ------------------ | ------------------------------------ | ---------- | --------------------------------------------- | ----------------- | ---------------- |
| 65066.01.01 (Cod LMI: CV-I-m-B-13084.02) | Situl arheologic de la Peteni - "Movila Tătarului" / ansamblu anonim (Categorie: locuire) (Tip: Așezare)                                    | sat Peteni, comuna Zăbala      | Movila Tătarului   | Zăbala                               |            | 45°53′22″N 26°08′48″E / 45.88943°N 26.14666°E | Încărcați imagine | Raportați eroare |
| 65066.01.02 (Cod LMI: CV-I-m-B-13084.01) | Situl arheologic de la Peteni - "Movila Tătarului" / ansamblu anonim (Categorie: locuire) (Tip: Necropolă plană de inhumație)               | sat Peteni, comuna Zăbala      | Movila Tătarului   | Bjelo Brdo sec. XI - XII             |            | 45°53′22″N 26°08′48″E / 45.88943°N 26.14666°E | Încărcați imagine | Raportați eroare |
| 64728.01.01 (Cod LMI: CV-I-s-B-13074)    | Așezarea romană de la Poian-Vatra satului / ansamblu anonim (Categorie: locuire civilă) (Tip: Așezare)                                      | sat Poian, comuna Poian        | Vatra satului      | sec. II - III                        |            |                                               | Încărcați imagine | Raportați eroare |
| 64728.02.01 (Cod LMI: CV-I-m-A-13075.04) | Situl arheologic de la Poian-Panta de piatră / ansamblu anonim (Categorie: locuire civilă) (Tip: Așezare)                                   | sat Poian, comuna Poian        | Panta de piatră    | Noua                                 |            |                                               | Încărcați imagine | Raportați eroare |
| 64728.02.02 (Cod LMI: CV-I-m-A-13075.03) | Situl arheologic de la Poian-Panta de piatră / ansamblu anonim (Categorie: locuire civilă) (Tip: Așezare)                                   | sat Poian, comuna Poian        | Panta de piatră    | geto-dacică sec. II î.Chr - I d.Chr. |            |                                               | Încărcați imagine | Raportați eroare |
| 64728.02.03 (Cod LMI: CV-I-m-A-13075.02) | Situl arheologic de la Poian-Panta de piatră / ansamblu anonim (Categorie: locuire civilă) (Tip: Așezare)                                   | sat Poian, comuna Poian        | Panta de piatră    | sec. VI                              |            |                                               | Încărcați imagine | Raportați eroare |
| 64728.02.04 (Cod LMI: CV-I-m-A-13075.01) | Situl arheologic de la Poian-Panta de piatră / ansamblu anonim (Categorie: locuire civilă) (Tip: Așezare)                                   | sat Poian, comuna Poian        | Panta de piatră    | sec. IX-X                            |            |                                               | Încărcați imagine | Raportați eroare |
| 64595.01.01                              | Situl arheologic de la Pădureni - "Bobâlna" / ansamblu anonim (Categorie: locuire civilă) (Tip: Așezare)                                    | sat Pădureni, comuna Moacșa    | Bobâlna            | Cucuteni - Ariușd                    |            |                                               | Încărcați imagine | Raportați eroare |
| 64595.01.02                              | Situl arheologic de la Pădureni - "Bobâlna" / ansamblu anonim (Categorie: locuire civilă) (Tip: Așezare)                                    | sat Pădureni, comuna Moacșa    | Bobâlna            | geto-dacică                          |            |                                               | Încărcați imagine | Raportați eroare |
| 64595.02.01                              | Depozitul de topoare neolitice de la Pădureni - "Spre Teleacul Mic" / ansamblu anonim (Categorie: depozit/tezaur) (Tip: Depozit)            | sat Pădureni, comuna Moacșa    | Spre Teleacul Mic  |                                      |            |                                               | Încărcați imagine | Raportați eroare |
| 64595.03.01                              | Situl arheologic de la Pădureni - "Teleacul Mic" / ansamblu anonim (Categorie: locuire civilă) (Tip: Așezare)                               | sat Pădureni, comuna Moacșa    | Teleacul Mic       |                                      |            |                                               | Încărcați imagine | Raportați eroare |
| 64595.03.02                              | Situl arheologic de la Pădureni - "Teleacul Mic" / ansamblu anonim (Categorie: locuire civilă) (Tip: Așezare)                               | sat Pădureni, comuna Moacșa    | Teleacul Mic       | geto-dacică                          |            |                                               | Încărcați imagine | Raportați eroare |
| 64595.04.01                              | Situl arheologic de la Pădureni - "Vârful Înalt" / ansamblu anonim (Categorie: locuire) (Tip: Locuire)                                      | sat Pădureni, comuna Moacșa    | Vârful Înalt       | Tisa                                 |            |                                               | Încărcați imagine | Raportați eroare |
| 64595.04.02                              | Situl arheologic de la Pădureni - "Vârful Înalt" / ansamblu anonim (Categorie: locuire) (Tip: Locuire)                                      | sat Pădureni, comuna Moacșa    | Vârful Înalt       |                                      |            |                                               | Încărcați imagine | Raportați eroare |
| 64595.05.01                              | Depozitul de bronzuri de la Pădureni / ansamblu anonim (Categorie: depozit/tezaur) (Tip: Depozit)                                           | sat Pădureni, comuna Moacșa    |                    |                                      |            |                                               | Încărcați imagine | Raportați eroare |
| 64595.06.01                              | Presupus atelier metalurgic din epoca bronzului de la Pădureni - "Fața" / ansamblu anonim (Categorie: locuire) (Tip: Atelier)               | sat Pădureni, comuna Moacșa    | Fața               |                                      |            |                                               | Încărcați imagine | Raportați eroare |
| 64595.07.01                              | Fortificația de pământ de la Pădureni - "Gura Merezului" / ansamblu anonim (Categorie: fortificație) (Tip: Fortificație de pământ)          | sat Pădureni, comuna Moacșa    | Gura Merezului     |                                      |            |                                               | Încărcați imagine | Raportați eroare |
| 64595.08.01                              | Așezarea Sântana de Mureș - Cerneahov de la Pădureni - "Pârâul Bobâlnii" / ansamblu anonim (Categorie: locuire) (Tip: Așezare)              | sat Pădureni, comuna Moacșa    | Pârâul Bobâlnii    | Sântana de Mureș - Cerneahov sec.IV  |            |                                               | Încărcați imagine | Raportați eroare |
| 64595.09.01                              | Situl arheologic de la Pădureni - "Sat" / ansamblu anonim (Categorie: locuire) (Tip: Locuire)                                               | sat Pădureni, comuna Moacșa    |                    | Coțofeni                             |            |                                               | Încărcați imagine | Raportați eroare |
| 64595.09.02                              | Situl arheologic de la Pădureni - "Sat" / ansamblu anonim (Categorie: locuire) (Tip: Necropolă)                                             | sat Pădureni, comuna Moacșa    |                    | Sântana de Mureș - Cerneahov         |            |                                               | Încărcați imagine | Raportați eroare |
| 64728.03                                 | Locuirea Cucuteni de la Poian - "Sat" (Categorie: locuire) (Tip: locuire)                                                                   | sat Poian, comuna Poian        | Sat                |                                      |            |                                               | Încărcați imagine | Raportați eroare |
| 64728.03.01                              | Locuirea Cucuteni de la Poian - "Sat" / ansamblu anonim (Categorie: locuire) (Tip: Locuire)                                                 | sat Poian, comuna Poian        | Sat                | Cucuteni - Ariușd                    |            |                                               | Încărcați imagine | Raportați eroare |
| 64853.01.01                              | Așezarea Cucuteni - Ariușd de la Petricani - "Baia de nisip" / ansamblu anonim (Categorie: locuire civilă) (Tip: Așezare)                   | sat Petricani, comuna Sânzieni | Baia de nisip      | Cucuteni - Ariușd                    |            |                                               | Încărcați imagine | Raportați eroare |
| 64853.02.01                              | Descoperirile din epoca bronzului de la Petricani - "Grădina Mare" / ansamblu anonim (Categorie: locuire) (Tip: Locuire)                    | sat Petricani, comuna Sânzieni | Grădina Mare       |                                      |            |                                               | Încărcați imagine | Raportați eroare |
| 64853.03.01                              | Descoperirile preistorice de la Petricani - "Sat" / ansamblu anonim (Categorie: locuire) (Tip: Locuire)                                     | sat Petricani, comuna Sânzieni | Sat                | Boian                                |            |                                               | Încărcați imagine | Raportați eroare |
| 64853.03.02                              | Descoperirile preistorice de la Petricani - "Sat" / ansamblu anonim (Categorie: locuire) (Tip: Locuire)                                     | sat Petricani, comuna Sânzieni | Sat                | Coțofeni                             |            |                                               | Încărcați imagine | Raportați eroare |
| 64853.03.03                              | Descoperirile preistorice de la Petricani - "Sat" / ansamblu anonim (Categorie: locuire) (Tip: Locuire)                                     | sat Petricani, comuna Sânzieni | Sat                | Schneckenberg                        |            |                                               | Încărcați imagine | Raportați eroare |
| 64853.03.04                              | Descoperirile preistorice de la Petricani - "Sat" / ansamblu anonim (Categorie: locuire) (Tip: Tumul)                                       | sat Petricani, comuna Sânzieni | Sat                |                                      |            |                                               | Încărcați imagine | Raportați eroare |
| 64853.04.01 (Cod LMI: CV-II-a-B-13253)   | Biserica romanică de la Petricani - "Loc de sat" / ansamblu Biserica Sf.Laurențiu (Categorie: structură de cult/religioasă) (Tip: Biserică) | sat Petricani, comuna Sânzieni | Loc de sat         | sec. XII-XIII                        |            |                                               | Încărcați imagine | Raportați eroare |
| 64853.04.02 (Cod LMI: CV-II-a-B-13253)   | Biserica romanică de la Petricani - "Loc de sat" / ansamblu anonim (Categorie: structură de cult/religioasă) (Tip: Necropolă de inhumație)  | sat Petricani, comuna Sânzieni | Loc de sat         | sec. XII-XIII                        |            |                                               | Încărcați imagine | Raportați eroare |
| 65066.02.01                              | Depozitul geto-dacic de la Peteni - "Hotarul de Jos" / ansamblu anonim (Categorie: depozit/tezaur) (Tip: Depozit)                           | sat Peteni, comuna Zăbala      | Hotarul de Jos     | geto-dacică sec. I î.Chr.            |            |                                               | Încărcați imagine | Raportați eroare |
| 65066.03.01                              | Situl arheologic de la Peteni / ansamblu anonim (Categorie: locuire civilă) (Tip: Așezare)                                                  | sat Peteni, comuna Zăbala      |                    | Noua                                 |            |                                               | Încărcați imagine | Raportați eroare |
| 65066.03.02                              | Situl arheologic de la Peteni / ansamblu anonim (Categorie: locuire civilă) (Tip: Necropolă)                                                | sat Peteni, comuna Zăbala      |                    | sec. XI-XII                          |            |                                               | Încărcați imagine | Raportați eroare |
| 64595.11.01                              | Locuirile eneolitice de la Pădureni - "Kistelek, Kisvolgy" / ansamblu anonim (Categorie: locuire civilă) (Tip: Așezare)                     | sat Pădureni, comuna Moacșa    | Kistelek, Kisvolgy | Cucuteni - Ariușd                    |            |                                               | Încărcați imagine | Raportați eroare |
| 64728.04.01                              | Așezarea eneolitică de la Poian / ansamblu anonim (Categorie: locuire civilă) (Tip: Așezare)                                                | sat Poian, comuna Poian        | Bolygo             | Cucuteni - Ariușd                    |            |                                               | Încărcați imagine | Raportați eroare |